# Arnold Zamora
Arnold Escobilla Zamora (10 de febrero de 1961 en Tagbilaran, Bohol) es un cantante, compositor, arreglista, músico y director de orquesta filipino, conocido dentro de la industria de la música nacional de su país. Cuando era seminarista en el Seminario Central de la UST, fundó el Coro denominado "Psalterion". En la Universidad de Filipinas, se unió al Coro Madrigal de Filipinas (Madz) y es también fue fundador del Coro Paulinus. También es fundador y director musical de Canto de la asociación de sacerdotes "Tagbilaran".
Zamora también ha realizado el Consulado de Filipinas un concierto coral en San Francisco, California, y FilAmusika en los Estados Unidos integrada entre sacerdotes filipinos y estadounidenses que fue formada por Zamora.
Zamora actualmente trabaja para la Arquidiócesis de San Francisco.

## Biografía
Arnold Zamora nació el 10 de febrero de 1961, en la ciudad de Tagbilaran, Bohol, Filipinas, hijo de Andrés Zamora y Escobilla Ricarda. Él y sus dos hermanas crecieron en el barrio de las afueras de Taloto.
Se dirigió a la Escuela del Espíritu Santo (actualmente en la ciudad de Tagbilaran) para su educación primaria desde 1966 hasta 1973. De 1973 a 1981, asistió a la clausura del Seminario Inmaculado Corazón de María, tanto para la escuela secundaria y la universidad, obtuvo una Licenciatura en Artes, con especialización en Filosofía Clásica y especialización en idioma inglés. Zamora asistió a la Universidad de Santo Tomás desde 1981 hasta 1984, donde obtuvo una Licenciatura en Teología. De 1989 a 1994, asistió a la Universidad de Filipinas y obtuvo una Licenciatura en Dirección Coral.

## Discografía

### Álbumes
- Let Me Follow- organizada por Arnold Zamora para Bob Fabing, SJ, Publicaciones OCP, Portland, Oregon de 2007.
- Estribillo Paulino (SLO ) - Centro de Artes Escénicas, San Luis Obispo, California, 21 de mayo de 2001.
- Los sacerdotes de Canto de Tagbilaran (álbum ), DartPro, LLC, San Francisco, California, 1998.
- Bendito sea Dios, A Cappella , 9 arreglos corales de canciones populares religiosas, arreglos de Arnold Zamora, Estribillo Paulino, 1999.
- [Joy [de la Navidad ]], Estribillo Paulino, DartPro, San Francisco, California, 1999.
- Kantada sa Semana Santa , una recopilación de las canciones en Idioma cebuano para la celebración de la Semana Santa, desde el Domingo de Ramos hasta la Vigilia Pascual.

| Información del Álbum |
| --- |
| Let Me Follow (2007) - arranged by Arnold Zamora for Bob Fabing, S.J. - Released: 2007 OCP Publications, Portland, Oregon - Chart positions: - RIAA certification: - P.I. Sales: - Worldwide sales: - Singles: - "Let Me Follow" - "Come My Friends" - "Return to God" - "Mass for Teresa of Calcutta" - "Lord Have Mercy" - "Gloria" - "Alleluia" - "Holy, Holy" - "Memorial Acclamation A" - "Memorial Acclamation B" - "Memorial Acclamation C" - "Memorial Acclamation D" - "Great Amen" - "Our Father" - "Lamb of God" |
| Chorus Paulinus (SLO) (2001) - Released: 2001 Performing Arts Center, San Luis Obispo, CA (Estados Unidos) - Chart positions: - RIAA certification: - P.I. Sales: - Worldwide sales: - Singles: - Disc 1 - "Anima Christi" - Ryan Cayabyab (6:50) - "O Magnum Mysterium" - M. Lauridsen (6:27) - "Lead, Me Lord" - G. Paraiso, arranged by R. Delgado - "The Battle of Jericho" - arranged by M. Hogan - "La Guerre" - C. Janequin (5:58) - "Con Te Partiro" - F. Sartori, arranged by C. Tapnio (4:33) - "Duerme Negrito" - A. Yupanqui, arranged by E. Sole (3:30) - "Shenandoah" - arranged J. Erb (4:17) - "Makendonska Humoreska" - arranged by Todor Skalovski (3:15) - Disc 2 - "Pobreng Alindahaw" - arranged by T. Regalario (2:51) - "Iyo Kailan Pa Man" - A. Pena, arranged by R. Federizon (4:26) - "Beh! Buti Nga" - arranged by A. Nepomuceno (2:02) - "Ikaw" - George Canseco and L. Ocampo, arranged by Arnold Zamora (5:16) - "Paraiso" - Ryan Cayabyab, arranged by JC Merino (4:03) - "With You" - S. Schwartz, arranged by Fred de Santos (3:28) - "Man in the Mirror" - Michael Jackson, arranged by Chito Tapnio(4:07) - "I Believe I Can Fly" - R. Kelley, arranged by Chito Tapnio (5:06) - "'70's Medley" - arranged by Dale Francisco (8:14) - "Let It Be" - John Lennon, arranged by Ryan Cayabyab (5:00) - "Do That To Me" - arranged by Chito Tapnio (5:02) - "Cat's Meow" - G. Rossini (4:28) - Recorded by: Roger M. Phillip - Mastered by: Mike Leahy - Produced by: Mike Soliman |
| Singing Priests of Tagbilaran (2003) (SPOT) - Released: 2003 Remix of 1998 Album (Estados Unidos) DartPro, LLC - Chart positions: - RIAA certification: - P.I. Sales: - Worldwide sales: - Bonus Tracks: - "Bisayan Medley" ("Daw Dahon Nga Laya", "Pagkagarboso", "Lagkaw", "Bohol") - (M. Villareal/B.Montenegro/E. Solis, Jr) Arranged by Joseph Namoc - "He looked Beyond" - (Adapted from the old Irish air by Fred E. Weatherly), Lyrics by Dottie Rambo, Arranged by Joseph Namoc and Arnold Zamora, Soloist: Joseph Skelton, Piano: Joseph Namoc Recorded and mixed by Arnold Zamora Copyright © 2003 Franz Music Production. All Rights Reserved. |
| Singing Priests of Tagbilaran (1998) (SPOT) - Released: 1998 (United States) by DartPro, LLC - Chart positions: - RIAA certification: - P.I. Sales: - Worldwide sales: - Singles - "Our Father/I Believe" (Medley) - Malotte/Drake-Shirl-Stillman-Graham, Stillman Song Company/The Songwriters Guild/Hampshire House Pub. Corp., Arranged by Arnold Zamora - "Tanging Ikaw Lamang" - Music and lyrics by Arnold Zamora, DartPro Music - "Can We Be Lovers?"- Music and Lyrics by Arnold Zamora, DartPro Music, Saxophone and Conga - Daniel Santiago, Guitar - Bob Villegas - "The Way We Were" - M. Hamlisch/A. Bergman, Colgems EMI Music, Inc., Arranged by Arnold Zamora - "Without You" - Music by Arnold Zamora and lyrics and guest vocalist: Eugene D. Tungol, DartPro Music - "My Dearest Friend" - Music and lyrics by Arnold Zamora, DartPro Music - "Molungtad Ba?" - Music and lyrics by Arnold Zamora, arranged by Hermes Lungay with additional tracks by Arnold Zamora, DartPro Music - "Five Minutes" - Music and lyrics by Arnold Zamora, Saxophone: Daniel Santiago, DartPro Music - "Damgo Man Lang" - Music by Eutiquio Solis Jr. and words by Antonio Amora, Jr. (with special permission), arranged by Rudy Villanueva with additional tracks by Arnold Zamora - "Nais Ko" - Words and music by Ryan Cayabyab (with special permission), arranged by Arnold Zamora - "Though But A Dream" - Music by TQ Solis Jr. and lyrics by Arnold Zamora, piano by Rudy Villanueva - "Tonight/One Voice (Medley)" - L. Bernstein/Sonheim/Manilow; "Tonight" - (Leonard Bernstein/Stephen Sonheim) Chapell and Co., Inc.; "One Voice - Barry Manilow, :Kamakazi Music Corp., Arranged by Arnold Zamora Executive Producers: Delia Panelo and Tessie Madrinan Engineered by Larry Santiago and John Johnson All songs arranged by Arnold Zamora except when indicated Recorded, mixed and mastered at J-LAB Studios, Daly City, CA All tracks performed by SPOT Thanks to all those who have been there for us especially Bishop Leopoldo S. Tumulak, Fr. Eugene Tungol, Msgr. Rudy Villanueva and :Ryan Cayabyab Copyright © 1998 DartPro Records. All Rights Reserved. |
| Blessed Be God, A Cappella - Released: 1999 - Chart positions: - RIAA certification: - P.I. Sales: - Worldwide sales: - Singles: - "I Will Sing Forever" - music by Manuel Francisco - "Prayer for Generosity" - music by Manuel Francisco - "Take and Receive" - music by Manuel Francisco - "Anima Christi" - music by Jandi Arboleda - "Tell the World" - music and lyrics by Trina Belamide - "One More Gift" - music by Manuel Francisco - "Blessed be God" - "Light of a Million Mornings" - music and lyrics by Mark Germeil and Mark Hayes - "Great Jubilee" - music and lyrics by Carlo Magno S. Marcelo |
| Joy of Christmas - Released: 1998 San Francisco, California, U.S. by DartPro, LLC - Chart positions: - RIAA certification: - P.I. Sales: - Worldwide sales: - Singles: - "O Come, O Come Emmanuel" – Chorus Paulinus, Traditional, Word Music, a division of Word, Inc. - "A Christmas Prayer" – Chorus Paulinus, music and lyrics by Joan Risso, vocal arrangement: Arnold Zamora, instrumental arrangement: Arnold Zamora and John Johnson (DartPro Music) - "It's Christmas Time" – Chorus Paulinus by Young and Stillman, arranged by Arnold Zamora and Frederick de Santos (DartPro Music) - "Christmas Is My Favorite Time of the Year" – Chorus Paulinus, music and lyrics by Joan Risso, vocal arrangement: Arnold Zamora, instrumental arrangement: John Johnson, Larry Santiago and Arnold Zamora (DartPro Music) - "Jingle Bells" (Calypso) – Chorus Paulinus (Pierpont) - "Holy Child of Love" - music and lyrics by Joan Risso, arranged by Arnold Zamora (DartProMusic) - "Silent Night" – Fr. Floro Arcamo & Chorus Paulinus, music and lyrics by Joan Risso, arranged by Arnold Zamora (DartProMusic) - "Carol of the Bells" – Chorus Paulinus, by Leontovich/Wilhousky, Carl Fisher, Inc. - "Have Yourself A Merry Little Christmas" – Daniel Santiago, Saxophone, arrangement and instrumentation: Arnold Zamora (Hugh Martin and Ralph Blane/EMI Feist Catalog Inc. - "Be My Santa Claus" – Fr. Melchisedech "Edick" Monreal, words and music by Arnold Zamora, Drums: Brandon Cadigan (DartPro Music) - "Christmas in San Francisco" – Fr. Floro Arcamo & Singing Priests of San Francisco, by Bob and Dessa Zuckerman, Instrumentation: Larry Santiago (DartPro Music) - "We Wish You A Merry Christmas" – Chorus Paulinus, Traditional Executive Producers: Delia Panelo and Tessie Madrinan Engineered by Larry Santiago at J Lab Studios, San Francisco, CA, U.S. Copyright © 1999 DartPro Records |
| Kantada sa Semana Santa - Released: 1999 - Chart positions: - RIAA certification: - P.I. Sales: - Worldwide sales: - Singles: - Side A: - Passion Sunday: - "Osana sa Kahitas-an" - "O Cristo among Hari" - "Salmo Responsoryo" - "Gospel Acclamation" - Holy Thursday: - "Maghimaya Kita" - "Salmo Responsoryo" - "Gospel Acclamation" - "Washing of the Feet" - "Offertory Antiphon" - Good Friday: - "Salmo Responsoryo" - "Veneration of the Cross" - Side B: - Holy Saturday: - "Si Cristo, ang atong Kahayag" - "Exultet" - "Salmo Responsoryo 1" - "Salmo Responsoryo 2" - "Salmo Responsoryo 3" - "Salmo Responsoryo 4" - "Salmo Responsoryo 5" - "Salmo Responsoryo 6" - "Salmo Responsoryo 7" - "Alleluya" Arranged and Performed by Arnold Zamora Recorded at Franz Music Studio, Tagbilaran City |

### Singles
- 1981: "Be My Santa Claus", 2 º Lugar,  UST] [] [Navidad concurso de canción-escritura (1981), las palabras y la música: Arnold Zamora, grabado y publicado por Fro, el AM Música, y, SPOT, DartPro, LLC, de 1998.[1]
- 1988: "Molungtad Ba?", De la''Sandugo Musical, publicados y registrados por los sacerdotes PUNTUAL, 1998
- 1989: "Si papá ug Si Mama", letra y música: Arnold Zamora, AD y AD Studio
- 1990: "Ama Salamat", las palabras de Grace Reyes, música de Arnold Zamora, grabado por Basilio Valdez, el álbum,Sundin Loob Ang Mohttp://www.titikpilipino (enlace roto disponible en Internet Archive; véase el historial, la primera versión y la última).[2]
- 1994: "Nanay en Tatay", letra y música: Arnold Zamora, Documentos Sampaguita
- 1996: "El Angel, el AM Wings", palabras por Marianito Luspo, música de Arnold Zamora, cantada por el Coro de Niños Loboc, el AM Coro
- 1997: "O Langitnon Namong Amahan", en primer lugar himno Diocesano Sínodo, Diócesis de Tagbilaran
- 1997: "Si nos tiene acostumbrados este" Far, con letra de Marianito Luspo, tema musical, Universidad Santo Nombre o HNU, Bodas de Oro Canción de Antiguos Alumnos
- 1998: "Ba UNSA Kining Gibati Ko", de la Carlos P. García (CPG) Musical'Sursum Corda, Franz Producción Musical
- 2000: Kinabuhi Mo, Kinabuhi Ko Interpretada por Koro Viannista, San Juan Vianney Seminary, Cagayan de Oro City, Filipinas http [ : / / www.kabayancentral.com / música / varios / mmvarhklmiv.html Koro Viannista]
- 2000: http://www.esnips.com/doc/31b82f97-966c-4eaa-a6d4-1104ba762906/IHMS (enlace roto disponible en Internet Archive; véase el historial, la primera versión y la última). [,-Nosotros-Love-You "IHMs Te amamos" ganador], Amnistía Internacional de la Canción de Alma Mater Concurso durante la IHMs Celebración de Bodas de Oro (2000), el arreglo de sonido e intérprete[3]
- 2000: http://web.archive.org/web/http://www.esnips.com/doc/1c12811b-ec15-4a2c-8529-f17dff4a1b91/HSS-Diamond-Jubilee-Song- [(2001) "Diamond Song Jubileo"] de la Escuela de Espíritu Santo de Tagbilaran Cantado por Damaris Taldo; música y las palabras de Arnold Zamora[4]
- 2005: Cebuano Medley / Bohol realizada por los sacerdotes de Canto de Tagbilaran
- 2005: Miró más allá por el P. Sang. José Skelton y los Sacerdotes de Canto de Tagbilaran

### Publicaciones y grabado musical
- Songs of Cayabyab RyanVolumen 1, Ryan Cayabyab y la Fundación Montaña Smokey, 1996
- 'Bendito sea Dios, [Estribillo [Paulino]], 1999
- 'Kantada Sa Semana Santa, [diócesis [de Tagbilaran]]

El Imprimatur: La mayoría. Rev. Leopoldo Tumulak
Recopilación y grabado música: Arnold Zamora
Diseño de la portada. JoeMari Polo
Impreso por: Editorial Vibal, Inc., Ciudad Quezon, Filipinas
- "Veinticuatro misas" en el estilo popular, Música por el Padre. Rudy Villanueva, Publicaciones Jubileo, la ciudad de Cebú, Filipinas, 1999
- Fabing Robert, SJ,sombra de tus alas, Oregon Publicaciones Católica (OCP), [Portland [, Oregon]].

### Canciones de boda
- 2002: "I'll Be With You", Palabras y Música: Arnold Zamora, para la boda de Mike-Soliman Myla, San Luis Obispo, California, EE. UU.
- 2003: "Music of My Heart", Palabras y Música: Arnold Zamora, Boda Gatchalian Erwin, [San Francisco [California]], EE. UU.
- 2004: https://web.archive.org/web/20070930184532/http://www.esnips.com/doc/3823bb3b-90c1-44f5-8356-2903686c71a6/Be-With-Me ["Be With Me"], Palabras y Música: Antonio Zamora, Chito-Michee Tapnio boda, Chicago, Illinois, EE. UU., cantada por Estribillo Paulino; también su primera reunión internacional, con la asistencia de la Filipinas, Francia, y de todo EE. UU.

### Coral (a capela)
- "Minsan Lang Kitang Iibigin", Aaron Paul, estrenada por Estribillo Paulino (Chopa)
- "Ikaw", George Canseco y Louie Ocampo, estrenada por Estribillo Paulino (Chopa)
- "Ikaw Lang Ang Mamahalin", estrenada por Estribillo Paulino (Chopa)
- "Ang Maya", estrenada por UP cantan a embajadores (UPSA)
- "No Other Love, estrenada por Filipinas Cantantes Madrigal (Madz)
- "Wind Beneath My Wings, estrenada por Filipinas Cantantes Madrigal (Madz)
- "La mayoría de What Matters", K. Rankin, estrenada por Estribillo Paulino, (Chopa)
- "The Promise (decir adiós)", estrenada por Filipinas Cantantes Madrigal Madz
- "80, el AM Medley", estrenada por Estribillo Paulino (Chopa)
- "Written In The Sand", estrenada por Estribillo Paulino (Chopa)
- "Sana nuestra tierra", estrenada por Estribillo Paulino (Chopa)
- "Broken Vow", estrenada por Estribillo Paulino (Chopa)
- "Sin" Mamá Usted, estrenada por UP cantan a embajadores (UPSA)
- "El amor de mi vida", estrenada por UP cantan a embajadores (UPSA)
- "My Heart Will Go On" (tema musical de la película "Titanic"), estrenada por Estribillo Paulino, luego de Filipinas Cantantes Madrigal o Madz
- "Tatak Ng de filipinos" (Dodjie Simon), estrenada por Estribillo Paulino
- "I Will" (The Beatles), estrenada por Estribillo Paulino
- "Puede Ser Amor" (Ryan Cayabyab), estrenada por Estribillo Paulino (Chopa)

### Enlace Oficial
- Arnold Zamora Pastorspage

### Otros enlaces externos
- Singing Priests of Tagbilaran
- Arnold Zamora at esnips.com
- arnold_zamora at esnips.com
- Paring Bol-anon Music
- Paring Bol-anon Music Station (enlace roto disponible en Internet Archive; véase el historial, la primera versión y la última).
- Musikang Bol-anon Station Archivado el 6 de mayo de 2021 en Wayback Machine.
- Arnold Zamora in IHMS
- Fros Music

- Datos: Q8204773